# Froylán Turcios
Froylán Turcios (Juticalpa, 1873 – San José, 1945) è stato uno scrittore honduregno.
Collaboratore della rivista Ariel, fu autore del romanzo Il vampiro (1910).
Viene considerato uno dei maggiori esponenti della letteratura honduregna, nonostante non sia stato valorizzato dalle antologie del suo paese per vari decenni nella seconda metà del XX secolo.